# أردون جاشاري
أردون جاشاري (مواليد 30 يوليو 2002) هو لاعب كرة قدم سويسري يلعب في مركز خط الوسط في نادي لوزيرن.

## وصلات خارجية
- أردون جاشاري على موقع الاتحاد الأوربي (الإنجليزية)
- أردون جاشاري على موقع قاعدة بيانات كرة القدم.إي يو (الإنجليزية)
- أردون جاشاري على موقع ناشيونال فوتبول تيمز (الإنجليزية)
- أردون جاشاري على موقع Soccerway.com (الإنجليزية)
- أردون جاشاري على موقع عالم كرة القدم.نت (الإنجليزية)